# Petar Gligorovski
Petar Gligorovski (kyrilliska: Петар Глигоровски, föddes som Perica Panov, kyrilliska: Перица Панов, född 1938, död 1995 i Skopje, Makedonien) var en akademisk målare från forna Jugoslavien som regisserade ett antal animerade filmer. Petar utbildade sig vid Konstakademien i Belgrad och specialiserade sig på animation i Zagreb och började år 1963 att producera animerade barnfilmer för TV Skopje, vilket han gjorde till 1968. Innan han förändrade sin filmkonstnärskap var han en av pionjärerna inom jugoslaviska serier på 1950-talet och var en teknisk animatör som mestadels arbetade inom den ansedda kretsen för Zagreb-centrerade animatörer.
Han gjorde fyra kompletta och publicerade filmer, ett antal teknik-experimentella kortfilmer och lämnade två oavslutade filmprojekt.
Hans filmer hade ett återkommande och dämpade mönster, vilket skapade en unik och igenkännlig stil. Temat i filmerna var uttrycka i universella mytiska ämen (ursprung, uppgång och fall av människan, apokalyps, fenix), genom det breda spektrumet av visuella allegorier och metaforer. I några av författarnas arbeta, var dokumentära bilder inbäddade i linje med en symbolisk förstärkning av ledmotivet, snarare än på grund av visuella intryck eller som en utforskning av de tekniska möjligheterna.

## Filmografi
- Embrion № M (1971)
- Feniks (1976)
- Adam:5 do 12 (1977)
- A (1985)

## Utmärkelser
- 1971 - YFDSF Belgrad, Särskilt diplom för banbrytande arbete inom animation
- 1977 - YFDSF Belgrad, "Guldmedalj Beograd", "Adam: 5 till 12"
- 1977 - IFF Berlin, Silverbjörnen, "Feniks"; 1977 IFF, Annesi, Grand Prix, "Feniks"
- 1982 - YFDSF Belgrad, Särskild stadga för banbrytande och kreativt arbete i animation